# Echinomyces
Echinomyces es un género de hongos en la familia Diatrypaceae.